# 企業立病院
企業立病院（きぎょうりつびょういん）とは、民間企業が設置して運営する、医療法人ではない株式会社の病院である。
ごくわずかに存在する病院業を主体とした株式会社による運営のもの（主に医療法施行以前からのもの）を除けば、従業員とその家族らの医療を目的として設置されたものであり、設置企業や企業健康保険組合が運営して医師ら職員は運営企業に雇用される。多くの企業立の医療機関は地域住民らの受診を広く受け入れているが、対象受診者を企業グループ関係者に限定する施設もある。
現存する企業立病院は、医療法第7条第6項にある「都道府県知事等は営利を目的として病院を開設しようとする者に対しては、病院の開設許可を与えないことができる」との規定運用上の解釈として、1948年（昭和23年）10月27日の医療法施行よりも以前に存立していた企業立病院がほとんどであり、医療法施行後の数年間の一部の例外と、病院を運営する旧三公社五現業の民営化に伴うものを除けば、企業立病院の新設は厚生労働省（旧厚生省）から事実上許認可されない。
以下は、企業立病院を含む、企業及び企業の健康保険組合が運営する病院・診療所・歯科診療所の数である。
|                            | 病院 | 診療所 | 歯科診療所 |
| -------------------------- | ---- | ------ | ---------- |
| 会社（企業）               | 30   | 1634   | 11         |
| 健康保険組合及びその連合会 | 8    | 290    | 2          |

## 企業立病院
- 日本郵政 - 東京逓信病院
- NTT東日本 - NTT東日本札幌病院、NTT東日本関東病院、NTT東日本伊豆病院
- 関西電力 - 関西電力病院
- 中国電力 - 中電病院
- 北海道旅客鉄道 - JR札幌病院
- 東日本旅客鉄道 - JR東京総合病院、JR仙台病院
- 東海旅客鉄道 - 名古屋セントラル病院
- 西日本旅客鉄道 - 大阪鉄道病院
- 東急 - 東急病院
- 日立製作所 - 日立総合病院、ひたちなか総合病院
- 不二越 - 不二越病院
- 三菱重工業 - 三菱神戸病院
- 三井E&S - 玉野三井病院
- トヨタ自動車 - トヨタ記念病院
- 三菱自動車工業 - 三菱京都病院
- マツダ - マツダ病院
- いすゞ自動車 - いすゞ病院
- 日東紡績 - 日東病院
- 麻生 - 飯塚病院
- 丸玉木材 - 津別病院
- キッコーマン - キッコーマン総合病院
- 株式会社互恵会 - 大阪回生病院（戦前に設立された病院業を主とする株式会社である）

## 健康保険組合立病院
- 名古屋鉄道健康保険組合 - 名鉄病院
- パナソニック健康保険組合 - 松下記念病院
- ブラザー健康保険組合 - ブラザー記念病院
- 中日新聞社健康保険組合 - 中日病院
- SUBARU健康保険組合 - 太田記念病院
- カナデビア健康保険組合 - 因島総合病院
- 全国土木建築国民健康保険組合 - 総合病院厚生中央病院

## 企業・健康保険組合から他組織に移管された病院
- 日本郵政
  - 札幌逓信病院 - 2017年4月1日に医療法人晴生会へ事業譲渡、晴生会さっぽろ南病院に改称[2]。
  - 仙台逓信病院 - 2015年4月1日に医療法人財団明理会へ事業譲渡、イムス明理会仙台総合病院に改称[3][4]。
  - 横浜逓信病院 - 2017年4月1日に社会福祉法人恩賜財団済生会へ事業譲渡、2018年2月に済生会東神奈川リハビリテーション病院として再開[5][6]。
  - 新潟逓信病院 - 2015年4月1日に社会医療法人新潟臨港保健会へ事業譲渡、新潟万代病院に改称[7]。
  - 神戸逓信病院 - 2015年4月1日に医療法人社団南淡千遙会へ事業譲渡、神戸平成病院に改称[8]。
  - 徳島逓信病院 - 2017年4月1日に医療法人平成博愛会へ事業譲渡、徳島平成病院に改称[9]。
  - 福岡逓信病院 - 2019年4月1日に事業譲渡、福岡中央病院に改称。
  - 鹿児島逓信病院 - 2018年4月1日に病院機能を鹿児島医療センターに譲渡[10]。
  - 富山逓信病院 - 2019年4月1日に富山市に事業譲渡、富山市立富山まちなか病院に改称[11]。
  - 名古屋逓信病院 - 2019年4月1日に医療法人社団葵会に事業譲渡、AOI名古屋病院に改称。
  - 福岡逓信病院 - 2019年4月1日に医療法人社団高邦会に事業譲渡、福岡中央病院に改称。
  - 京都逓信病院 - 2022年10月1日に医療法人知音会に事業譲渡、京都新町病院に改称[12]。
  - 広島逓信病院 - 2022年10月1日に医療法人社団生和会に事業譲渡、広島はくしま病院に改称[13]。
- NTT東日本
  - NTT東日本東北病院 - 2016年4月1日に学校法人東北医科薬科大学へ事業譲渡、東北医科薬科大学若林病院に改称[14]。
  - NTT東日本長野病院 - 2015年3月29日に社会福祉法人ハイネスライフへ事業譲渡、朝日ながの病院に改称。
- NTT西日本
  - NTT西日本金沢病院 - 2014年4月1日に社会医療法人財団董仙会へ事業譲渡、恵寿金沢病院に改称。
  - NTT西日本東海病院 - 2021年10月1日に医療法人桂名会に事業譲渡、大須病院に改称[15]。
  - NTT西日本大阪病院 - 2019年4月1日に医療法人警和会に事業譲渡、第二大阪警察病院に改称。
  - NTT西日本京都病院 - 2016年2月1日に医療法人社団洛和会へ事業譲渡、洛和会東寺南病院に改称。
  - NTT西日本松山病院 - 2020年12月10日に社会医療法人真泉会へ事業譲渡、松山まどんな病院に改称。
  - NTT西日本長崎病院 - 2014年4月1日に医療法人昭和会へ事業譲渡、長崎あじさい病院に改称。
  - NTT西日本九州病院: - 2011年7月1日に医療法人創起会へ事業譲渡、くまもと森都総合病院に改称[16]。
- 西日本旅客鉄道
  - 広島鉄道病院 - 2016年4月1日に医療法人体制に移行[17]。医療法人JR広島病院に改称。
- 九州旅客鉄道
  - JR九州病院 - 2020年4月1日に医療法人若葉会グループへ事業譲渡し、九州鉄道記念病院に改称。
- 日本たばこ産業
  - 日本たばこ産業東京専売病院 - 2005年3月1日に学校法人国際医療福祉大学へ事業譲渡し、国際医療福祉大学三田病院に改称[18]。
- 日本製鋼所
  - 日鋼記念病院 - 1980年に医療法人化、また2010年に社会医療法人化[19]。
- セコム
  - セコメディック病院（一時、セコム千葉病院）- 2005年に提携先の医療法人社団誠馨会に移管。移管以前もセコムが直接運営したわけでなく、経営難に陥った医療法人に対してセコムが土地・建物を貸し付けて運営させるリースバック方式であった。
- 東芝健康保険組合
  - 東芝林間病院 - 2023年5月1日に医療法人武蔵野総合病院（現・医療法人ユーカリ）へ事業譲渡し、さがみ林間病院に改称。

- 豊田自動織機
  - 豊田病院 - 1962年（昭和37年）9月 - 刈谷市とトヨタグループ7社によって医療法人豊田会を設立し、移管。

- 豊和工業健康保険組合
  - 豊和病院 - 2012年10月に経営が豊和工業健康保険組合から医療法人清須呼吸器疾患研究会に移管された[20]。
- IHIグループ健康保険組合
  - IHI東京病院(当時) - 2012年3月8日に経営がIHIグループ健康保険組合から医療法人社団健育会に移管され、石川島記念病院と改称された[21]。
  - IHI播磨病院 - 2021年に医療法人化[22]。
- 日本鋼管（現、JFEスチール）
  - 日本鋼管病院 - 2003年、医療法人社団こうかん会日本鋼管病院として独立[23]。
  - 日本鋼管福山病院 - 2002年、医療法人社団日本鋼管福山病院日本鋼管福山病院として独立[24]。
- JFE健康保険組合
  - 千葉病院(当時) - 2011年10月に経営がJFE健康保険組合から医療法人社団誠馨会に移管され、千葉メディカルセンターと改称された[25]。
- カネボウ
  - 鐘紡記念病院(当時) - 2006年7月に経営が医療法人社団顕鐘会に移管され、2007年8月より神戸百年記念病院と改称された[26]。
- 新日本製鐵（現、日本製鉄）
  - 製鉄記念室蘭病院 - 1992年（平成4年）に独立（医療法人化）[27]。
  - せいてつ記念病院 - 新日本製鐵釜石製鐵所元付属の病院。1990年（平成2年）に独立して医療法人楽山会が運営。
  - 製鉄記念広畑病院 - 1998年（平成10年）に独立（医療法人化）、2022年5月1日に兵庫県立姫路循環器病センターと統合・移転し兵庫県立はりま姫路総合医療センターとなったことで閉院。
  - 製鉄記念八幡病院 - 1997年（平成9年）に独立（医療法人化）。
- 神戸川崎財閥（川崎重工業、川崎製鉄、川崎汽船）
  - 川崎病院 - 1950年に医療法人化[28]。
- 川崎航空機工業（現：川崎重工業航空宇宙システムカンパニー）
  - 各務原川崎病院 - 1955年（昭和30年）に東海三県教職員共済組合へ売却（公立学校共済組合東海中央病院）
- 川西航空機（現：新明和工業）
  - 明和病院 - 1954年（昭和29年）に医療法人化[29]。
- 九州電力
  - 九州電力病院 - 1972年に福岡大学の医学部開設に伴い暫定的に附属病院となり、翌年に大学へ移管（福岡大学病院）。
- 日立製作所
  - 小平記念東京日立病院 - 医療法人社団大坪会に譲渡。2014年4月1日、東都文京病院に改称[30]。
  - 日立横浜病院 - 院長らが医療法人横浜平成会を設立して日立から独立。2013年12月1日、平成横浜病院に改称[31]。
  - 笠戸事業所付属日立病院 - 医療法人緑山会に譲渡。2013年4月、下松中央病院に改称[32]。
- 東芝
  - 東芝病院 - 医療法人社団緑野会に譲渡。2018年4月1日、東京品川病院に改称[33]。
- 富士電機
  - 富士電機病院 - 石心会グループの医療法人鶴見会（現・医療法人社団新東京石心会）に譲渡。2015年12月28日、さいわい鶴見病院に改称[34]。
- 三菱重工業
  - 三菱重工大倉山病院 - 医療法人三星会に譲渡。2009年1月1日、大倉山記念病院に改称[35]。
  - 三菱長崎病院 - 2016年に医療法人化。重工記念長崎病院に改称。
  - 三菱名古屋病院 - 2018年に医療法人桂名会に譲渡。重工記念病院に改称。
- 大同特殊鋼
  - 大同病院・だいどうクリニック - 2011年4月1日、社会医療法人宏潤会の運営に移行[36]。
- 中山製鋼所
  - 中山製鋼所附属病院 - 社会医療法人愛仁会に譲渡。2013年1月1日、おかじま病院に改称[37]。
- 健康保険組合連合会
  - 大阪中央病院 - 財政的な厳しさより2020年7月に医療法人伯鳳会へ譲渡。
- 住友重機械健康保険組合
  - 浦賀病院 - 戸田中央医科グループの医療法人横浜柏堤会に譲渡。2015年8月1日、よこすか浦賀病院に改称[38]。
- 住友金属鉱山
  - 住友別子病院 - 2009年4月1日に独立（医療法人化）。
- 王子製紙
  - 王子総合病院 - 1967年に独立（医療法人化）[39]。
- 神戸製鋼
  - 神鋼加古川病院 - 2011年4月1日に加古川市へ事業譲渡、加古川東市民病院に改称（のちに加古川中央市民病院へ統合され閉院）。
  - 神鋼病院 - 1998年に医療法人化。2015年に神鋼記念病院に改称。
- UBE
  - 宇部中央病院 - 2014年に医療法人化。
- トクヤマ
  - 徳山病院 - 2013年、医療法人周友会に譲渡。

## 廃止された病院
- 日本国有鉄道
  - 浜松鉄道病院[40]
- 日本郵政
  - 大阪北逓信病院 - 上場に伴う合理化のため、近畿地区の逓信病院は事業譲渡することとなったが当院は買い手が見つからず、2016年3月31日をもって閉院。
- 東京電力
  - 東京電力病院 -東京電力関係者のみ受診できる病院だったが、福島第一原子力発電所事故に伴う合理化推進のため、2014年2月末をもって閉鎖。東京建物に土地を売却[41]。
- 名古屋鉄道健康保険組合
  - 名鉄下呂病院 - 2007年10月31日をもって閉院。
- 三菱自動車工業
  - 三菱水島病院 - 2009年3月31日をもって閉院。
- 三菱重工業
  - 三菱三原病院 - 2023年4月1日に三原赤十字病院と統合し閉院した。また民間病院と赤十字病院は全国的にめずらしいことであった[42]。